# Matagaia chromatopus
Genre
Espèce
Matagaia chromatopus, unique représentant du genre Matagaia, est une espèce d'araignées aranéomorphes de la famille des Salticidae.

## Distribution
Cette espèce est endémique de Fernando de Noronha au Pernambouc au Brésil,.

## Description
Le mâle holotype mesure 3,70 mm et la femelle paratype 4,90 mm.

## Publication originale
- Ruiz, Brescovit & Freitas, 2007 : Spiders from Fernando de Noronha, Brazil. Part II. Proposal of a new genus and description of three new species of jumping spiders (Araneae, Salticidae). Revista Brasileira de Zoologia, vol. 24, no 3, p. 771-776 (texte intégral).